# George Hoadly
George Hoadly, född 31 juli 1826 i New Haven, Connecticut, död 26 augusti 1902 i New York, New York, var en amerikansk politiker och den 36:e guvernören i delstaten Ohio 1884-1886.
Hoadly studerade vid Western Reserve College och Harvard University. Han arbetade sedan som advokat och som domare i Cincinnati.
Hoadly gick först med i demokraterna men bytte senare parti till republikanerna på grund av slaverifrågan. Hoadly var en stark slaverimotståndare men blev ändå under rekonstruktionstiden besviken på republikanernas linje när det gällde ockupationen av sydstaterna. Han bytte sedan parti till Liberal Republican Party men där kunde han inte stödja Horace Greeley. Hoadly bestämde sig sedan för att byta parti på nytt till demokraterna.
Hoadly företrädde demokraternas kandidat Samuel J. Tilden i egenskap av advokat inför valkommissionen som avgjorde tvisten som gällde valresultatet i presidentvalet i USA 1876. Han besegrade sedan som demokraternas kandidat republikanen Joseph B. Foraker i guvernörsvalet i Ohio 1883. Han lämnade politiken efter en mandatperiod som guvernör.
Hoadlys grav finns på Spring Grove Cemetery i Cincinnati.